# Holothuria
Holothuria is een geslacht van zeekomkommers, en het typegeslacht van de familie Holothuriidae.

## Soorten
Ondergeslacht Acanthotrapeza Rowe, 1969
- Holothuria coluber Semper, 1868
- Holothuria kubaryi Ludwig, 1875
- Holothuria pyxis Selenka, 1867
- Holothuria tripilata Massin, 1987

Ondergeslacht Cystipus Haacke, 1880
- Holothuria casoae Laguarda-Figueras & Solís-Marín, 2009
- Holothuria cubana Ludwig, 1875
- Holothuria dura Cherbonnier & Féral, 1981
- Holothuria hartmeyeri (Helfer, 1912)
- Holothuria inhabilis Selenka, 1867
- Holothuria jousseaumei Cherbonnier, 1954
- Holothuria mammosa Cherbonnier, 1988
- Holothuria occidentalis Ludwig, 1875
- Holothuria pseudofossor Deichmann, 1930
- Holothuria rigida Selenka, 1867
- Holothuria sucosa Erwe, 1919
- Holothuria turrisimperfecta Cherbonnier, 1965

Ondergeslacht Halodeima Pearson, 1914
- Holothuria atra Jaeger, 1833
- Holothuria chilensis Semper, 1868, nomen dubium
- Holothuria edulis Lesson, 1830
- Holothuria enalia Lampert, 1885
- Holothuria floridana Pourtalés, 1851
- Holothuria grisea Selenka, 1867
- Holothuria inornata Semper, 1868
- Holothuria kefersteinii (Selenka, 1867)
- Holothuria manningi Pawson, 1978
- Holothuria mexicana Ludwig, 1875
- Holothuria nigralutea O'Loughlin, 2007
- Holothuria pulla Selenka, 1867
- Holothuria signata Ludwig, 1875

Ondergeslacht Holothuria
- Holothuria caparti Cherbonnier, 1964
- Holothuria dakarensis Panning, 1939
- Holothuria fungosa Helfer, 1912
- Holothuria helleri Von Marenzeller, 1877
- Holothuria mammata Grube, 1840
- Holothuria massaspicula Cherbonnier, 1954
- Holothuria stellati Delle Chiaje, 1824
- Holothuria tubulosa Gmelin, 1791 - Bruine zeekomkommer

Ondergeslacht Lessonothuria Deichmann, 1958
- Holothuria cavans Massin & Tomascik, 1996
- Holothuria cumulus H.L. Clark, 1921
- Holothuria duoturricula Cherbonnier, 1988
- Holothuria glandifera Cherbonnier, 1955
- Holothuria immobilis Semper, 1868
- Holothuria insignis Ludwig, 1875
- Holothuria lineata Ludwig, 1875
- Holothuria multipilula Liao, 1975
- Holothuria pardalis Selenka, 1867
- Holothuria tuberculata Thandar, 2007
- Holothuria verrucosa Selenka, 1867

Ondergeslacht Mertensiothuria Deichmann, 1958
- Holothuria albofusca Cherbonnier, 1988
- Holothuria aphanes Lampert, 1885
- Holothuria arenacava Samyn, Massin & Muthiga, 2001
- Holothuria artensis Cherbonnier & Féral, 1984
- Holothuria fuscorubra Théel, 1886
- Holothuria hilla Lesson, 1830
- Holothuria isuga Mitsukuri, 1912
- Holothuria leucospilota (Brandt, 1835)
- Holothuria papillifera Heding, 1938, taxon inquirendum

Ondergeslacht Metriatyla Rowe, 1969
- Holothuria aculeata Semper, 1868
- Holothuria albiventer Semper, 1868
- Holothuria brauni Helfer, 1912
- Holothuria conica H.L. Clark, 1938
- Holothuria horrida Massin, 1987
- Holothuria lessoni Massin, Uthicke, Purcell, Rowe, Samyn, 2009
- Holothuria martensii Semper, 1868
- Holothuria scabra Jaeger, 1833
- Holothuria submersa Sluiter, 1901
- Holothuria tortonesei Cherbonnier, 1979

Ondergeslacht Microthele Brandt, 1835
- Holothuria fuscogilva Cherbonnier, 1980
- Holothuria fuscopunctata Jaeger, 1833
- Holothuria nobilis (Selenka, 1867)
- Holothuria whitmaei Bell, 1887

Ondergeslacht Panningothuria Rowe, 1969
- Holothuria austrinabassa O'Loughlin, 2007
- Holothuria forskali Delle Chiaje, 1823 - Gewone zeekomkommer

Ondergeslacht Platyperona Rowe, 1969
- Holothuria crosnieri Cherbonnier, 1988
- Holothuria difficilis Semper, 1868
- Holothuria excellens (Ludwig, 1875)
- Holothuria insolita Cherbonnier, 1988
- Holothuria parvula (Selenka, 1867)
- Holothuria rowei Pawson & Gust, 1981
- Holothuria samoana Ludwig, 1875
- Holothuria sanctori Delle Chiaje, 1823

Ondergeslacht Roweothuria Thandar, 1988
- Holothuria arguinensis Koehler & Vaney, 1906
- Holothuria poli Delle Chiaje, 1824
- Holothuria vemae Thandar, 1988

Ondergeslacht Selenkothuria Deichmann, 1958
- Holothuria bacilla Cherbonnier, 1988
- Holothuria carere Honey-Escandón, Solís-Marín & Laguarda-Figueras, 2011
- Holothuria erinacea Semper, 1868
- Holothuria glaberrima Selenka, 1867
- Holothuria lubrica Selenka, 1867
- Holothuria mactanensis Tan Tiu, 1981
- Holothuria moebii Ludwig, 1883
- Holothuria parva Krauss, 1885
- Holothuria parvispinea Massin, 2013
- Holothuria portovallartensis Caso, 1954
- Holothuria sinica Liao, 1980
- Holothuria theeli Deichmann, 1938
- Holothuria vittalonga Cherbonnier, 1988

Ondergeslacht Semperothuria Deichmann, 1958
- Holothuria cinerascens (Brandt, 1835)
- Holothuria flavomaculata Semper, 1868
- Holothuria granosa Cherbonnier, 1988
- Holothuria imitans Ludwig, 1875
- Holothuria languens Selenka, 1867
- Holothuria roseomaculata Kerr, 2013
- Holothuria surinamensis Ludwig, 1875

Ondergeslacht Stauropora Rowe, 1969
- Holothuria aemula Sluiter, 1914
- Holothuria annulifera Fisher, 1907
- Holothuria discrepans Semper, 1868
- Holothuria dofleinii Augustin, 1908
- Holothuria exilis Koehler & Vaney, 1908, nomen dubium
- Holothuria fuscocinerea Jaeger, 1833
- Holothuria hawaiiensis Fisher, 1907
- Holothuria mitis Sluiter, 1901
- Holothuria modesta Ludwig, 1875
- Holothuria olivacea Ludwig, 1888
- Holothuria pervicax Selenka, 1867
- Holothuria pluricuriosa Deichmann, 1937

Ondergeslacht Stichothuria Cherbonnier, 1980
- Holothuria coronopertusa Cherbonnier, 1980

Ondergeslacht Theelothuria Deichmann, 1958
- Holothuria asperita Cherbonnier & Féral, 1981
- Holothuria cadelli Bell, 1887
- Holothuria duoturriforma Thandar, 2007
- Holothuria foresti Cherbonnier & Féral, 1981
- Holothuria hamata Pearson, 1913
- Holothuria imperator Deichmann, 1930
- Holothuria klunzingeri Lampert, 1885
- Holothuria kurti Ludwig, 1891
- Holothuria longicosta Thandar, 2007
- Holothuria maculosa Pearson, 1913
- Holothuria michaelseni Erwe, 1913
- Holothuria notabilis Ludwig, 1875
- Holothuria paraprinceps Deichmann, 1937
- Holothuria princeps Selenka, 1867
- Holothuria pseudonotabilis Thandar, 2007
- Holothuria spinifera Théel, 1886
- Holothuria squamifera Semper, 1868
- Holothuria turriscelsa Cherbonnier, 1980

Ondergeslacht Thymiosycia Pearson, 1914
- Holothuria altaturricula Cherbonnier & Féral, 1984
- Holothuria arenicola Semper, 1868
- Holothuria conusalba Cherbonnier & Féral, 1984
- Holothuria gracilis Semper, 1868
- Holothuria impatiens (Forskål, 1775)
- Holothuria macroperona H.L. Clark, 1938
- Holothuria marginata Sluiter, 1901
- Holothuria milloti Cherbonnier, 1988
- Holothuria minax Théel, 1886
- Holothuria remollescens Lampert, 1885
- Holothuria strigosa Selenka, 1867
- Holothuria thomasi Pawson & Caycedo, 1980
- Holothuria truncata Lampert, 1885
- Holothuria unicolor Selenka, 1867
- Holothuria zihuatanensis Caso, 1964

Ondergeslacht Vaneyothuria Pearson, 1914
- Holothuria integra Koehler & Vaney, 1908
- Holothuria lentiginosa Marenzeller von, 1892
- Holothuria sinefibula Cherbonnier, 1964
- Holothuria suspecta Cherbonnier, 1958
- Holothuria unica Rowe, 1989
- Holothuria zacae Deichmann, 1937

niet in een ondergeslacht geplaatst
- Holothuria albifasciata Quoy & Gaimard, 1834, nomen dubium
- Holothuria platei Ludwig, 1898
- Holothuria pyxoides Ludwig, 1888